# Heinz Grote (Journalist)
Heinz Grote (* 31. März 1925 in Bückeburg; † 27. August 2023 in Berlin) war ein deutscher Fernsehjournalist. Er war in der Deutschen Demokratischen Republik (DDR) Chefredakteur der Hauptnachrichtensendung Aktuelle Kamera.

## Leben
Grote, Sohn eines Arbeiters, wurde 1943 nach dem Abschluss des Abiturs zum Reichsarbeitsdienst verpflichtet und noch im selben Jahr in die Wehrmacht eingezogen. Er wurde als Feldwebel im Zweiten Weltkrieg eingesetzt und geriet nach Kriegsende 1945 in US-amerikanische Kriegsgefangenschaft, aus der er 1946 entlassen wurde.
Grote ließ sich in der sowjetisch besetzten Zone Deutschlands nieder, trat in die Sozialistische Einheitspartei Deutschlands (SED) ein und begann ein Volontariat beim Berliner Rundfunk. Nach erfolgreichem Abschluss des Volontariats war er von 1948 bis 1954 Leiter des Jugendfunks.
Von 1953 bis 1960 absolvierte Grote ein Fernstudium an der Fakultät für Journalistik an der Karl-Marx-Universität Leipzig, das er als Diplom-Journalist abschloss. 1954 ging er zum Deutschen Fernsehfunk (DFF) und hatte dort bis 1990 leitende Funktionen inne. Bis 1964 war er stellvertretender Leiter und Chefredakteur, dann bis 1968 Chefredakteur für Reportagen der Hauptnachrichtensendung Aktuelle Kamera.
Von 1974 bis 1977 war Grote DDR-Korrespondent in der Bundesrepublik Deutschland und dann bis 1983 erneut stellvertretender Chefredakteur der Aktuellen Kamera. Von 1984 bis 1989 war er stellvertretender Vorsitzender des Staatlichen Komitees für Fernsehen. In den späten 1980er Jahren vertrat er gelegentlich den Kommentator Karl-Eduard von Schnitzler in dessen Propagandasendung Der schwarze Kanal.
Von 1966 bis 1990 lehrte Grote außerdem als Dozent für Theorie und Praxis der Fernsehjournalistik an der Universität Leipzig. Von 1972 bis 1990 war er Präsidiumsmitglied des Verbands der Film- und Fernsehschaffenden und von 1972 bis 1974 dessen Vizepräsident. Von 1979 bis 1984 war er Kandidat der  SED-Bezirksleitung Berlin.
Nach der Wende und der deutschen Wiedervereinigung verlor Grote alle Funktionen und ging 1990 in den Ruhestand. Er lebte bis zu seinem Tod im August 2023 in Berlin.

## Auszeichnungen
- 1975 Vaterländischer Verdienstorden in Silber

## Schriften
- Zur erzieherisch-politischen Funktion der „Aktuellen Kamera“ und über einige Besonderheiten ihrer Wirkungsweise. Fakultät für Journalistik der Karl-Marx-Universität Leipzig, Leipzig 1960 (Diplomarbeit).
- (als Herausgeber): Frühe Denkanstöße. Karl-Eduard von Schnitzler. Fundsachen aus dem Archiv. Erste Rundfunkkommentare 1944–1947 (über BBC London und NWDR Köln). Nora, Berlin 2008, ISBN 978-3-86557-142-7.